# 月刊はちのへ情報 Amuse
月刊はちのへ情報 Amuse（げっかんはちのへじょうほう アミューズ）とは、かつて青森県八戸市で発行されたタウン誌である。

## 概要
月刊はちのへ情報 Amuseは、北方春秋社（後の有限会社アミューズ）が刊行していた八戸周辺の情報誌である。
1971年3月「週刊あみゅーず」として創刊し、途中月刊誌に移行し通巻第255号まで北方春秋社が刊行した。その後、有限会社アミューズが出版していたが、2023年7月号（通巻624号）を最後に廃刊した。紙媒体のほかにウェブサイト版も存在した。
創刊当初は、八戸のニュース、地元文化人のコラム、劇評、若者の流行や文化、社会問題を掲載した。月刊誌の30年ほど前からグルメ特集、温泉、美容、観光などの情報を取り上げた。八戸市内の夜の店の居酒屋、スナック、バーの広告や店舗情報が掲載された。